# لشکر ۵ کانادا
لشکر ۵ کانادا (انگلیسی: 5th Canadian Division) لشکر پیاده زرهی (بازوی ترکیبی) نیروی زمینی کانادا است، که در سال ۱۹۱۷ تأسیس شد.
لشکر پنجم کانادا، تشکیلاتی از ارتش کانادا است که مسئولیت فرماندهی و بسیج اکثر واحدهای ارتش در استان‌های نیوبرانزویک، نوا اسکوشیا، جزیره پرنس ادوارد و نیوفاندلند و لابرادور و همچنین برخی از واحدها در کینگستون، انتاریو را بر عهده دارد. این لشکر با نشان خرمایی رنگ متمایزی که بر روی آستین سربازانش نصب شده است، شناخته می‌شود.
این لشکر ابتدا به عنوان تشکیلاتی از نیروی اعزامی کانادا در طول جنگ جهانی اول ایجاد شد. در طول جنگ، فعالیت آن متوقف شد و تنها پس از تغییر نام از «لشکر اول زرهی کانادا» به لشکر پنجم (زرهی) کانادا در طول جنگ جهانی دوم، دوباره فعال شد. پس از ترخیص از خدمت، فعالیت آن متوقف شد و در سال ۲۰۱۳ با تغییر نام منطقه نیروی زمینی سابق آتلانتیک، دوباره فعال شد.